# Otus longicornis
Otus longicornis е вид птица от семейство Совови (Strigidae). Видът е почти застрашен от изчезване.

## Разпространение
Видът е разпространен във Филипините.